# Lucasium woodwardi
Lucasium woodwardi — вид геконоподібних ящірок родини диплодактилідів (Diplodactylidae). Ендемік Австралії.

## Поширення і екологія
Lucasium woodwardi мешкають в регіоні Пілбара у Західній Австралії, від Північно-Західного півострова до затоки Шарк-Бей. Вони живуть в спінніфексових заростях та в акацієвих і евкаліптових рідколіссях і саванах.